# Герб Великого Бурлука
Герб Великого Бурлука затверджений рішенням Великобурлуцької селищної ради.

## Опис герба
Щит із золотою облямівкою перетятий лазуровим та золотим. У нижній частині — два бабаки природних кольорів, що сидять один навпроти одного. Щит обрамований вінком із золотого дубового листя та колосків. У клейноді — герб Харківської області.